# Reggae fusion
Reggae fúze (někdy jako reggaefusion) je styl hudby, který mísí reggae nebo dancehall s jinými žánry, jako je hip hop, R&B, techno, house, rock, jazz a drum&bass.

## Historie
Přestože interpreti již počátkem 70. let spojovali prvky reggae s jinými žánry, nebyl znám žádný oficiální název pro tuto tvorbu. Interpreti jako UB40 byli označováni tak, že k názvu reggae byl přidán název daného žánru (např. Reggae funk, reggae pop, reggae-disco). Teprve koncem 90. let se vytvořil název reggae fusion.
Těmto podžánr se vynořil koncem 80. a začátkem 90. let z dancehallu, kde instrumentální skladby nebo tzv. "riddimy" obsahovaly prvky R&B nebo hip-hopu. Hlavně proto někteří označují interprety jako Mad Cobra, Shabba Ranks, Super Cat, Buju Banton a Tony Rebel za průkopníky žánru reggae fusion.

## Euro reggae
Začátkem 90. let se dostala evoluce žánru reggae fusion v Evropě do jiného hudebního stylu hlavně díky hitu „All That She Wants“ od skupiny Ace of Base. Její zvuk je často označovaný za Euro reggae, a stal sa trendem eurodance hudby, jako „Coco Jamboo“ od Mr. President, „Sweet Sweet Smile“ od Tatjany, „Help Me Dr. Dick“ od E-Rotic, „Ole Ole Singin’ Ole Ola“ od Rollergirl či „Bamboleo“ od Garcia.